# CIM-10 Capítol XXI: Factors que influeixen en l'estat de salut i contacte amb els serveis de salut
| Capítol | Codis   | Títol |
| ------- | ------- | --- |
| I       | A00-B99 | Certes malalties infeccioses i parasitàries                                                                  |
| II      | C00-D48 | Neoplàsies                                                                                                   |
| III     | D50-D89 | Malalties de la sang i dels òrgans hematopoètics i altres trastorns que afecten el mecanisme de la immunitat |
| IV      | E00-E90 | Malalties endocrines, nutricionals i metabòliques                                                            |
| V       | F00-F99 | Trastorns mentals i del comportament                                                                         |
| VI      | G00-G99 | Malalties del sistema nerviós                                                                                |
| VII     | H00-H59 | Malalties de l'ull i els seus annexos                                                                        |
| VIII    | H60-H95 | Malalties de l'oïda i de l'apòfisi mastoide                                                                  |
| IX      | I00-I99 | Malalties del sistema circulatori                                                                            |
| X       | J00-J99 | Malalties del sistema respiratori                                                                            |
| XI      | K00-K93 | Malalties de l'aparell digestiu                                                                              |
| XII     | L00-L99 | Malalties de la pell i el teixit subcutani                                                                   |
| XIII    | M00-M99 | Malalties del sistema osteomuscular i del teixit connectiu                                                   |
| XIV     | N00-N99 | Malalties de l'aparell genitourinari                                                                         |
| XV      | O00-O99 | Embaràs, part i puerperi                                                                                     |
| XVI     | P00-P96 | Certes afeccions originades en el període perinatal                                                          |
| XVII    | Q00-Q99 | Malformacions congènites, deformitats i anomalies cromosòmiques                                              |
| XVIII   | R00-R99 | Símptomes, signes i troballes anormals clíniques i de laboratori, no classificats en un altre lloc           |
| XIX     | S00-T98 | Traumatismes, enverinaments i algunes altres conseqüències de causa externa                                  |
| XX      | V01-Y98 | Causes externes de morbiditat i de mortalitat                                                                |
| XXI     | Z00-Z99 | Factors que influeixen en l'estat de salut i contacte amb els serveis de salut                               |
| XXII    | O00-U99 | Codis per a situacions especials                                                                             |

La 10a Revisió de la Classificació Estadística Internacional de les Malalties i Problemes de Salut Relacionats (CIM-10) és una codificació de malalties, trastorns, signes, símptomes, troballes anormals, denúncies, circumstàncies socials i causes externes de lesions o malalties, segons la classificació de l'Organització Mundial de la Salut (OMS). Aquesta pàgina conté la llista de problemes del capítol XXI de la CIM-10: Factors que influeixen en l'estat de salut i contacte amb els serveis de salut. 
- Sols apareixen els problemes codificats amb la lletra del capítol i dos dígits (per exemple A00), amb tres dígits (separada l'últim dígit per un punt, per exemple A04.0), i rarament amb quatre dígits.
- S'han exclòs els problemes de més de dos dígits que fan referència a "altres" problemes especificats (però no definits) o a problemes no especificats; aquests dos casos corresponen, respectivament, als dígits finals 8 i 9.
- També s'han exclòs els problemes de més de dos dígits que no aporten problemes de salut "diferents" dels de l'enunciat principal i que sols modifiquen "qualitativament" el problema de salut al qual fan referència. Per exemple: A00 és el codi pel còlera, però no s'han presentat els codis A00.1 i A00.2 que diferencien el còlera segons dos tipus de bacteri que el provoquen.

## Z00-Z13 - Persones que entren en contacte amb els serveis sanitaris per a revisió i exploracions mèdiques
- (Z00) Revisió i exploracions mèdiques generals de persones sense símptomes ni diagnòstic enregistrat
- (Z01) Altres revisions i proves mèdiques especials de persones sense símptomes ni diagnòstic enregistrat
- (Z02) Revisió i consulta amb finalitats administratives
- (Z03) Observació i avaluació mèdiques de malalties i afeccions sospitades
- (Z04) Exploració i observació per altres motius
- (Z08) Exploracions de seguiment després de tractament per neoplàsies malignes
- (Z09) Exploracions de seguiment després de tractament per afeccions diferents de les neoplàsies malignes
- (Z10) Reconeixement sistemàtic general rutinari de subpoblacions definides
- (Z11) Estudi de cribratge especial de malalties infeccioses i parasitàries
- (Z12) Estudi de cribratge especial de neoplàsies
- (Z13) Estudi de cribratge especial d'altres malalties i trastorns

## Z20-Z29 - Persones amb riscos sanitaris potencials relacionats amb malalties contagioses
- (Z20) Contacte i exposició a malalties contagioses
- (Z21) Estat asimptomàtic d'infecció pel virus de la immunodeficiència humana [VIH]
- (Z22) Portador de malaltia infecciosa
- (Z23) Necessitat d'immunització contra una única malaltia bacteriana
- (Z24) Necessitat d'immunització contra una sola malaltia vírica determinada
- (Z25) Necessitat d'immunització contra altres malalties víriques soles
- (Z26) Necessitat d'immunització contra altres malalties infeccioses soles
- (Z27) Necessitat d'immunització contra combinacions de malalties infeccioses
- (Z28) Immunització no realitzada
- (Z29) Necessitat d'altres mesures profilàctiques

## Z30-Z39 - Persones que entren en contacte amb els serveis sanitaris en circumstàncies relacionades amb la reproducció
- (Z30) Tractament contraceptiu
- (Z31) Tractament de la reproducció
- (Z32) Exploració i prova d'embaràs
- (Z33) Estat de gestació incidental
- (Z34) Supervisió d'embaràs normal
- (Z35) Supervisió d'embaràs de risc elevat
- (Z36) Cribratge prenatal
- (Z37) Resultat del part
- (Z38) Nadons nascuts vius segons el lloc de naixement
- (Z39) Assistència i exploració postpart

## Z40-Z54 - Persones que entren en contacte amb els serveis sanitaris per a ser sotmeses a procediments específics i per a rebre assistència mèdica posterior
- (Z40) Cirurgia profilàctica
- (Z41) Procediments amb finalitats diferents de la de proporcionar salut
- (Z42) Assistència de seguiment que implica cirurgia plàstica
- (Z43) Cura d'obertures artificials
- (Z44) Col·locació i ajustament de dispositiu protètic extern
- (Z45) Ajustament i control del dispositiu implantat
- (Z46) Col·locació i ajustament d'altres dispositius
- (Z47) Altres assistències de seguiment de dispositius ortopèdics
- (Z48) Altres assistències de seguiment quirúrgic
- (Z49) Assistència que implica diàlisi
- (Z50) Assistència que implica l'ús de procediments de rehabilitació
- (Z51) Altres assistències mèdiques
- (Z52) Donants d'òrgans i teixits
- (Z53) Persones que entren en contacte amb els serveis sanitaris per a ser sotmeses a procediments específics que finalment no són realitzats
- (Z54) Convalescència

## Z55-Z65 - Persones amb riscos sanitaris potencials relacionats amb circumstàncies socioeconòmiques i psicosocials
- (Z55) Problemes relacionats amb l'educació i l'alfabetització
- (Z56) Problemes relacionats amb la feina i l'atur
- (Z57) Exposició per causa professional a factors de risc
- (Z58) Problemes relacionats amb l'entorn físic
- (Z59) Problemes relacionats amb circumstàncies econòmiques i d'habitatge
- (Z60) Problemes relacionats amb l'entorn social
- (Z61) Problemes relacionats amb esdeveniments de la vida negatius en la infància
- (Z62) Altres problemes relacionats amb l'educació
- (Z63) Altres problemes relacionats amb l'entorn més proper, incloent circumstàncies familiars
- (Z64) Problemes relacionats amb determinades circumstàncies psicosocials
- (Z65) Problemes relacionats amb altres circumstàncies psicosocials

## Z70-Z76 - Persones que entren en contacte amb els serveis sanitaris en altres circumstàncies
- (Z70) Aconsellament relacionat amb l'actitud, el comportament i
- (Z71) Persones que entren en contacte amb els serveis sanitaris per a altres aconsellaments i assessoraments mèdics no classificats a cap altre lloc
- (Z72) Problemes relacionats amb l'estil de vida
- (Z73) Problemes relacionats amb la dificultat de gestionar la vida
- (Z74) Problemes relacionats amb dependència del cuidador
- (Z75) Problemes relacionats amb els serveis sanitaris i altres tipus d'assistència mèdica
- (Z76) Persones que entren en contacte amb els serveis sanitaris en altres circumstàncies

## Z80-Z99 - Persones amb riscos sanitaris potencials relacionats amb antecedents personals i familiars i certes afeccions que influeixen en l'estat de salut
- (Z80) Antecedents familiars de neoplàsia maligna
- (Z81) Antecedents familiars de trastorns mentals i trastorns del comportament
- (Z82) Antecedents familiars de determinades deficiències i malalties cròniques que porten a discapacitat
- (Z83) Antecedents familiars d'altres trastorns especificats
- (Z84) Antecedents familiars d'altres afeccions
- (Z85) Antecedents personals de neoplàsia maligna
- (Z86) Antecedents personals d'altres malalties determinades
- (Z87) Antecedents personals d'altres malalties i afeccions
- (Z88) Antecedents personals d'al·lèrgia a fàrmacs, medicaments i productes biològics
- (Z89) Absència adquirida d'extremitat
- (Z90) Absència adquirida d'òrgans no classificada a cap altre lloc
- (Z91) Antecedents personals de factors de risc no classificats a cap altre lloc
- (Z92) Antecedents personals de tractament mèdic
- (Z93) Estat d'obertura artificial
- (Z94) Estat d'òrgan i teixit trasplantats
- (Z95) Presència d'implants i empelts cardiovasculars
- (Z96) Presència d'altres implants funcionals
- (Z97) Presència d'altres dispositius
- (Z98) Altres estats postoperatoris
- (Z99) Dependència de màquines i dispositius facilitadors no classificada a cap altre lloc